# Гороцвет
 Тази статия е за растението.  За селото в България вижте Гороцвет (село).  
Гороцвет (Adonis) е род тревисти растения от семейство Лютикови (Ranunculaceae). Стъблата им са изправени, високи до 50 cm. Листата са без прилистници. Цветовете са правилни и са разположени по върховете на стъблата или разклоненията.
Родът обхваща над 25 вида растения и се среща в Европа и Азия. В България са разпространени 6 вида като единият от тях - пролетният гороцвет (Adonis vernalis) е забранен за бране от естествените му находища.

## Видове
По-известните видове гороцвет са следните:
- Adonis aestivalis – Летен гороцвет
- Adonis annua – Есенен гороцвет
- Adonis cyllenea
- Adonis distorta
- Adonis flammea
- Adonis microcarpa
- Adonis pyrenaica
- Adonis sibirica
- Adonis vernalis – Пролетен гороцвет
- Adonis volgensis

## Други
На гороцвета е наречена улица в квартал „Лозенец“ в София (Карта).